# طاهره مدرس‌زاده رحمانی
طاهره مدرس‌زاده رحمانی (متولد ۱۳۱۲) فیزیولوژیست ایرانی و استاد سابق دانشگاه تهران است. او برای نگارش کتاب جنین‌شناسی مهره‌داران برندهٔ جایزه کتاب سال سلطنتی شد. او اکنون در آمریکا زندگی می‌کند.

## زندگی
تحصیلات ابتدایی و متوسطه را در مشهد گذراند. سپس لیسانس زیست‌شناسی گرفت و به دبیری مشغول شد. سال بعد، از طرف وزارت فرهنگ به‌مدت پنج سال به سوئیس اعزام شد و دکترای زیست‌شناسی گرفت. بعد از بازگشت به تهران، استادیار دانشگاه تهران شد. او دورهٔ تخصصی جنین‌شناسی مهره‌داران را در ماساچوست آمریکا گذراند.

## آثار
- جنین‌شناسی مهره‌داران
- اص‍ول ج‍ن‍ی‍ن‌ش‍ن‍اس‍ی ان‍س‍ان‍ی، ف‍ران‍ک، د. ال‍ن؛ ت‍رج‍م‍ه طاه‍ره م‍درس‌زاده رح‍م‍ان‍ی
- ب‍ی‍ول‍وژی ج‍ان‍وری، ژان س‍اول؛ ت‍رج‍م‍ه پ‍زش‍ک‍پ‍ور م‍س‍ت‍ش‍ف‍ی، طاه‍ره م‍درس‌زاده رح‍م‍ان‍ی.
- رئوس مباحث آزمایشگاهی در بیولوژی، پ‍ی‍ت‍ر آب‍رام‍وف، راب‍رت ج‍ی‌ت‍ام‍س؛ ت‍رج‍م‍ه طاه‍ره م‍درس‌زاده رح‍م‍ان‍ی
- راهنمای مربی رئوس مباحث آزمایشگاهی در بیولوژی ۲، پیتر آبراموف و رابرت. جی تامسون، ترجمهٔ طاهره مدرس‌زاده رحمانی